# Boston Strong

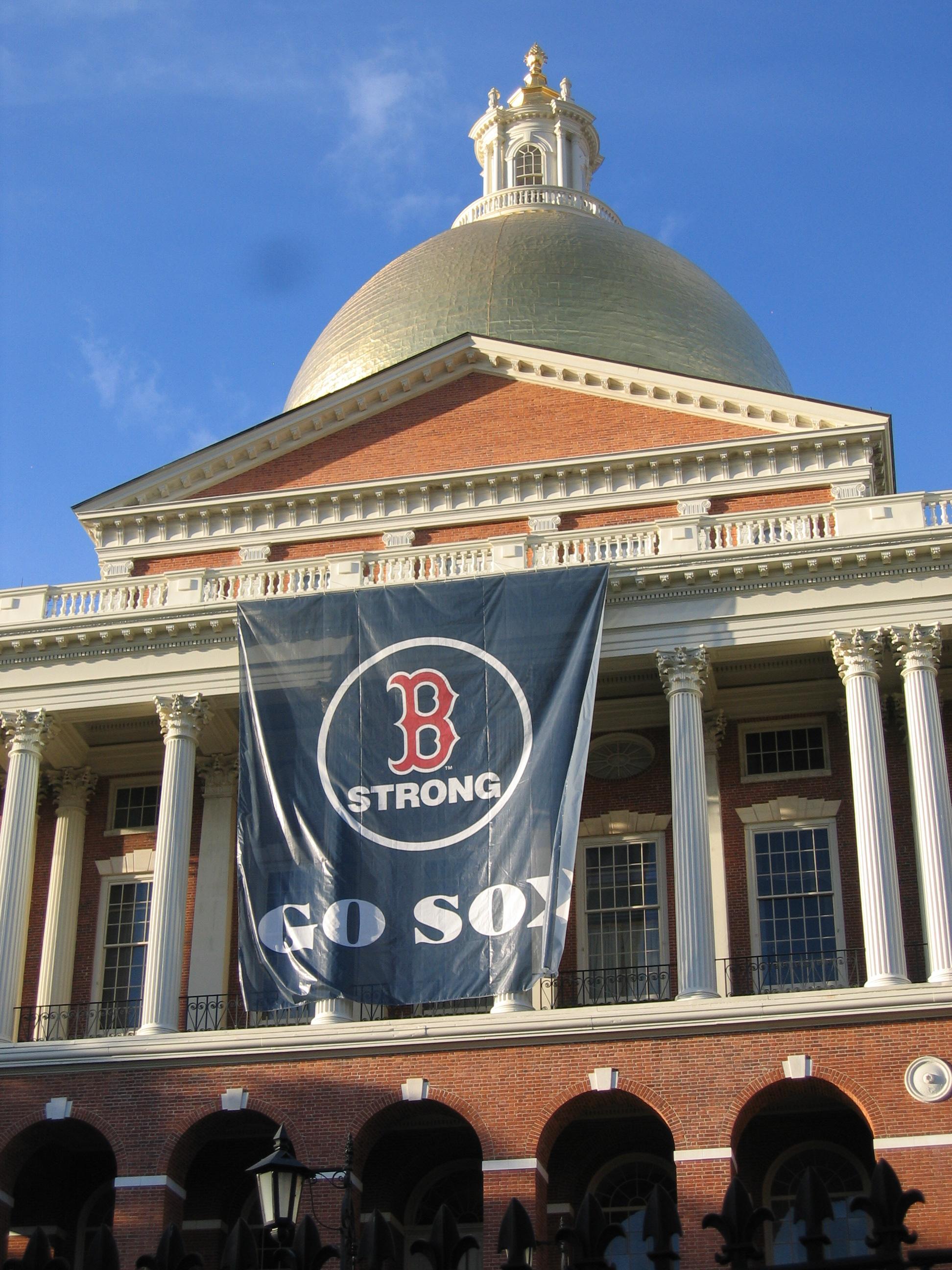
2013年世界大賽期間懸掛在马萨诸塞州议会大厦外，以波士頓紅襪隊徽為設計的「Boston Strong」加油橫幅。

Boston Strong，可譯作波士頓不倒或波士頓強大，是指2013年波士頓馬拉松爆炸案後，迅速成為Twitter上的熱門標籤並衍生出來的口號。這個口號源自2004年流行的「Livestrong」，並且不僅促使了像是「美國不倒（America Strong）」等其他口號的誕生，也被應用於各式商品上，象徵著波士顿市民的團結與堅韌。

## 詞源
「Boston Strong」的根源可追溯至2003年，由Livestrong基金會行銷的Livestrong手環。這個口號被認為改編自美国陆军的座右銘「Army Strong」，並與颶風桑迪摧毀新泽西州後流行的口號「Jersey Strong」相仿。最早使用「Boston Strong」這個標語的是一個自然以及人為災難相關的非娛樂新聞網站bostonstrong.com，該網站於2012年11月29日註冊，距離VTstrong.com（該網站於2011年在颶風艾琳山區洪水後創建）相隔15個月。而NewJerseyStrong.com則是2012年10月創建，當時颶風桑迪襲擊了大西洋沿岸。

## 歷史
2013年4月15日，波士顿马拉松發生爆炸案的幾個小時內，「Boston Strong」這個口號迅速成為Twitter上的熱門標籤。這一口號最初由三位爱默生学院的學生發起，並以T恤為載體，隨後陸續出現在其他與城市相關的周邊商品上，象徵著波士頓在不幸事件後的團結。此一口號甚至被印刷在芬威球場中著名的「绿色怪物」上。NHL波士頓棕熊在爆炸案發生後兩天的比賽中，將這個口號印刷於其比賽頭盔上；在爆炸案後芬威球場首場的美國職棒例行賽中，場內播音員告訴觀眾：「我們是一體的。我們是強大的。我們是波士頓。我們是Boston Strong。」
2013年4月17日，事件發生後兩天，一名T恤販售商和另一名私人個體分別向美国专利商标局提交了商標註冊申請，試圖獲得「Boston Strong」口號的商標權，並計劃將其用於商業產品。據報導，一位申請人表示希望註冊該商標，以防止波士頓以外的地方人士從中獲利。然而，《赫芬顿邮报》報導指出，一位商標律師預測，該申請將被駁回，理由是「Boston Strong」已進入公眾領域，無法與任何特定實體聯繫。
「The One Fund Boston」是由此口號衍生並已註冊的商標，並成功籌募了超過8000萬美元。該基金會於2015年關閉。
在2013年5月底，一場名為「Boston Strong: An Evening of Support and Celebration」的音樂會在TD花园舉行，參演者包括空中铁匠、詹姆士·泰勒、Bell Biv Devoe、街頭頑童、落踢墨菲、J·吉尔斯乐队、Boston、Godsmack、Extreme、傑森·奧爾迪恩、Jimmy Buffett、卡洛爾·金、丹尼·庫克和Steven Wright等知名音樂團體、藝人及個人皆有參演。但這場音樂會的影片與募得的資金與慈善機構bostonstrong.org沒有任何關聯。
自爆炸案以來，「Boston Strong」這個口號已出現在許多出版物中，而「Strong」這一標語也被多個受大規模槍擊事件及其他悲劇影響的城市所採用。

## 批評
2013年10月，《波士頓環球報》的記者韋斯利·羅瑞發推文表示，他認為「Boston Strong」這個口號已經過於商業化，這一觀點引發一些批評。然而，羅瑞在推文中仍強調，他「被許多在馬拉松爆炸事件中受傷者的堅韌所感動」。幾週後，標·馬艾亦在2013年世界大賽的慶祝活動中發表了對這個口號的看法，他說：「你知道，這又是一個糟糕的日子。三個人死了，這很可怕，更多人受傷了，這很可怕，但不幸的是，這每天都會在車禍和其他事故中發生。我是說，你的城市並沒有被哥斯拉摧毀。」當時效力波士頓紅襪的贾罗德·萨尔塔拉马基亚和喬尼·戈梅斯走到波士頓馬拉松終點線，在人群唱起《天佑美國》時將聯盟主席獎盃放在終點線上致意。波士頓前市長湯瑪斯·曼尼諾隨後回應，批評馬艾的說法是「不負責任」的。
2014年2月，德克萨斯州艾爾帕索的一個慈善機構考慮對紅襪隊採取法律行動，因其使用了口號變體「B Strong」用於球隊宣傳，該機構稱早在七年前就已經開始使用。